# Петери Копонен
Петери Копонен (фин. Petteri Koponen; Хелсинки, 13. април 1988) је фински кошаркаш. Игра на позицији плејмејкера.

## Биографија
Копонен је сениорску каријеру почео у екипи Хонке са којом је освојио две титуле првака Финске. Изабран је на НБА драфту 2007. као 30. пик од стране Филаделфија севентисиксерса. Од 2008. до 2012. је наступао за Виртус из Болоње и са њима је освојио ФИБА Еврочеленџ у сезони 2008/09. Од 2012. до 2016. је наступао за Химки и са њима је освојио Еврокуп у сезони 2014/15. Од 2016. до 2018. је био члан Барселоне и са њима је освојио Куп Шпаније за 2018. годину. Од јула 2018. до јануара 2021. је био играч Бајерн Минхена.
Члан је репрезентације Финске и са њима је наступао на четири Европска првенства – 2011, 2013, 2015. и 2017. као и на Светском првенству 2014. године.

## Успеси

### Клупски
- Хонка:
  - Првенство Финске (2): 2006/07, 2007/08.

- Виртус Болоња:
  - ФИБА Еврочеленџ (1): 2008/09.

- Химки:
  - Еврокуп (1): 2014/15.

- Барселона:
  - Куп Шпаније (1): 2018.

- Бајерн Минхен:
  - Првенство Немачке (1): 2018/19.

### Појединачни
- Идеални тим Еврокупа — прва постава (1): 2014/15.